# District de Paschim Medinipur
Le district de Paschim Medinipur  (bengali : পশ্চিম মেদিনীপুর জেলা) est un district de l’État indien du Bengale-Occidental.

## Géographie
Le district a une population de 5 943 300 habitants en 2011 pour une superficie de 9 345 km2.